# Classe Mogami (cruzadores)
A Classe Mogami (最上型) foi uma classe de cruzadores pesados operada pela Marinha Imperial Japonesa, composta pelo Mogami, Mikuma, Suzuya e Kumano. Suas construções começaram em 1931, 1933 e 1934, foram lançados ao mar em 1934 e 1936 e comissionados em 1935 e 1937. Os navios foram originalmente construídos como cruzadores rápidos armados com canhões de 155 milímetros a fim de cumprir os termos do Tratado Naval de Londres de 1930, que limitava o Japão a um total de doze cruzadores pesados. Entretanto, as embarcações passaram por modernizações no final da década que, entre outras coisas, substituíram seus canhões por armas de 203 milímetros.
Os navios da Classe Mogami, como cruzadores pesados, eram armados com uma bateria principal composta por dez canhões de 203 milímetros montados em cinco torres de artilharia duplas. Tinham um comprimento de fora a fora de 198 metros, boca de vinte metros, calado de quase seis metros e um deslocamento de mais de treze mil toneladas. Seus sistemas de propulsão eram compostos por oito a dez caldeiras a óleo combustível que alimentavam quatro conjuntos de turbinas a vapor, que por sua vez giravam quatro hélices até uma velocidade máxima de 35 nós (65 quilômetros por hora). Os navios também tinham um cinturão de blindagem que chegava a 127 milímetros de espessura.
Na Segunda Guerra Mundial, os navios participaram da ocupação da Cochinchina em julho de 1941 e em dezembro deram suporte para a invasão da Malásia. No ano seguinte participaram de um ataque no Oceano Índico em abril, enquanto se envolveram na Batalha de Midway, quando o Mikuma foi afundado por ataques aéreos. O Suzuya e o Kumano deram suporte no final do ano para a Campanha de Guadalcanal. Depois disso só voltaram a combate na Batalha do Mar das Filipinas em junho de 1944 e na Batalha do Golfo de Leyte em outubro, quando o Mogami e o Suzuya foram afundados. Já o Kumano foi afundado logo no mês seguinte durante a Campanha das Filipinas.